# Shipston-on-Stour
Shipston-on-Stour lub Shipston on Stour - miasto i civil parish w Wielkiej Brytanii, w Anglii, w hrabstwie Warwickshire, w dystrykcie Stratford-on-Avon. W 2011 roku civil parish liczyła 5038 mieszkańców. Shipston jest wspomniana w Domesday Book (1086) jako Scepwestun.